# Georg Schweisfurth
Georg Schweisfurth (* 12. August 1959 in München) ist ein deutscher Unternehmer und Autor im Bereich ökologische Landwirtschaft.

## Werdegang

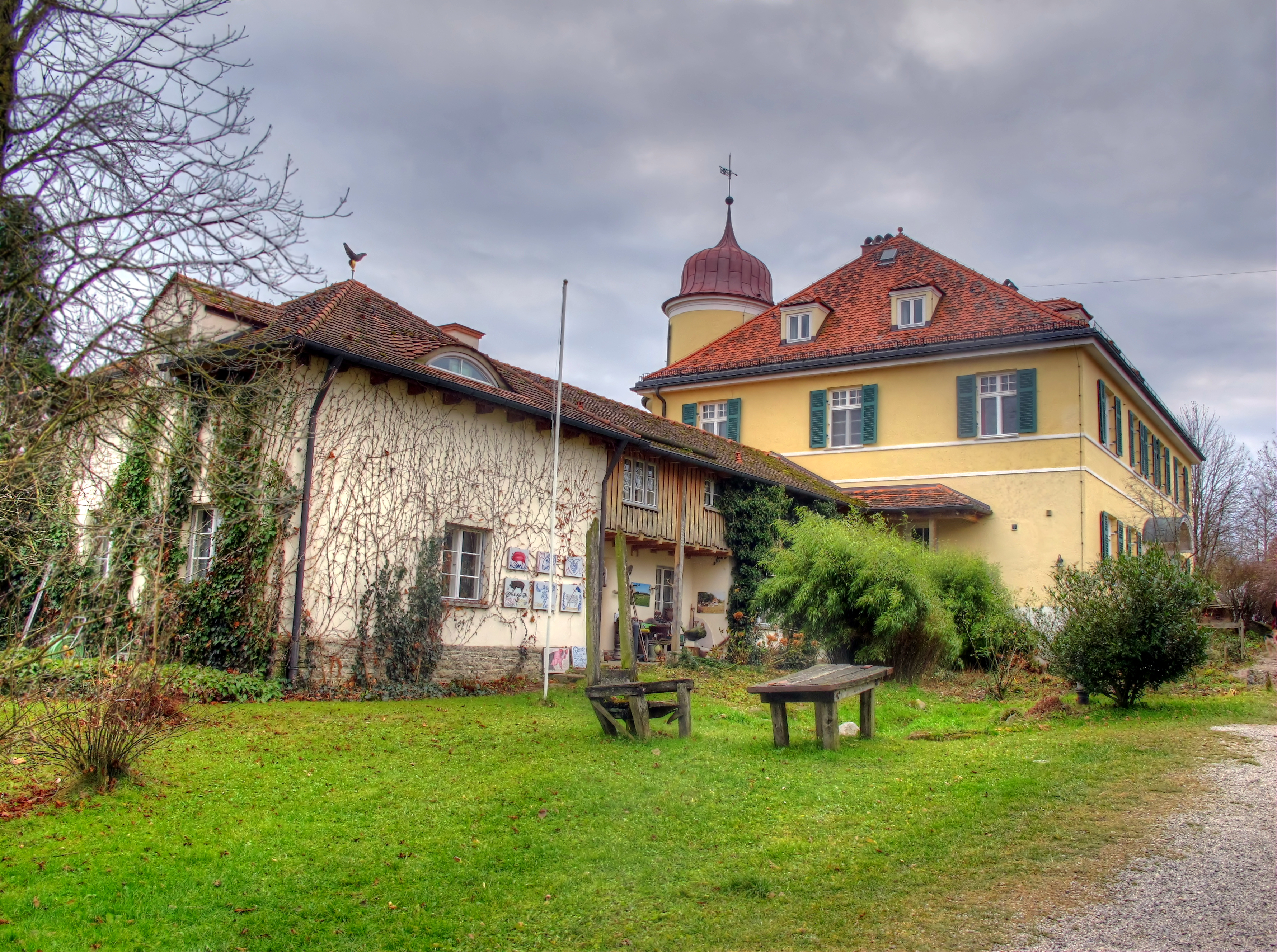
Herrmannsdorfer Landwerkstätten

Georg Schweisfurth ist der Sohn von Karl Ludwig Schweisfurth und der Zwillingsbruder von Karl Schweisfurth. Er wuchs in Herten auf, dem Stammsitz der Firma Herta, die seinem Vater gehörte. Wie alle Kinder der Familie absolvierte er eine Lehre, er wurde Metzger. Er studierte BWL und VWL in München und Freiburg.
1988 war er Mitinitiator der Herrmannsdorfer Landwerkstätten. 1996 gründete er den Bio-Gastro-Großhandel EPOS – everything is possible GmbH, 1997 das ökologische Seminarhotel Sonnenhausen, das er bis heute leitet. 1997 war er Mitbegründer der Basic AG, wo er bis 2004 im Vorstand war. 2007 gründete er die BIOfairAFRICA in Abidjan, Elfenbeinküste.
Er schrieb mehrere Bücher über biologische Ernährung. Schweisfurth ist Kurator in der Schweisfurth-Stiftung und war im Aufsichtsrat von Greenpeace Deutschland.

## Veröffentlichungen
- Biofood Südwest-Verlag 2001, ISBN 978-3-517-06528-1.
- Der echte Geschmack, mit Kille Enna, Christian Verlag 2010, ISBN 978-3-88472-891-8.
- Bewusst anders: Erfahrungen eines Öko-Pioniers, mit Christine Koller, Deutscher Taschenbuch Verlag 2012, ISBN 978-3-423-24951-5.
- Die Bio-Revolution – Die erfolgreichsten Bio-Pioniere Europas, Brandstätter Verlag 2014, ISBN 978-3-85033-789-2.
- Fleisch – Küchenpraxis – Warenkunde – 220 Rezepte, Christian Verlag 2014, ISBN 978-3-86244-640-7.
- Nachhaltig leben für alle: Bewusster essen, kaufen, reisen, wohnen, Irisiana Verlag 2015, ISBN 978-3-424-15269-2.
- LOKAL – Das Kochexperiment, Südwest Random House München 2016.